# Erik Christensen
Erik Christensen, född 17 december 1983 i Edmonton, Alberta, är en kanadensisk professionell ishockeyspelare som för närvarande spelar för HV71 i SHL. Han har tidigare representerat NHL-klubbarna Pittsburgh Penguins, Atlanta Thrashers, Anaheim Ducks och New York Rangers och samt ett flertal AHL-klubbar. Christensen är draftad som 69:e spelaren totalt 2002.